# 澳門巴士C05路線
澳門巴士C05路線是已取消的路線，由應變協調中心開設，由澳巴營運，往返澳門醫務界聯合總會綜合診所（南岸花園）和山頂醫院。

## 簡介及歷史
- 2022年12月16日，本線開設，往返南岸花園及山頂醫院急診大樓。[1][2][3]
- 2023年1月8日，因應疫情過渡期結束，本線結束營運。[4]

## 使用車輛
- 宇通ZK6902HG
（由新型冠狀病毒感染應變協調中心租賃澳巴非營運車輛行駛）

## 路線資料

### 收費
- 免費（供COVID-19核酸單管檢測陽性或快速抗原檢測陽性人士乘坐）

### 服務時間及班距
| 服務時間                                | 每天          |               |
| --------------------------------------- | ------------- | ------------- |
| 澳門醫務界聯合總會綜合診所 （南岸花園） | 10:00 - 22:00 | 10:00 - 22:00 |
| 班距                                    | 60分鐘        |               |

### 路線停站
| C05  | 澳門醫務界聯合總會綜合診所（南岸花園） ↺ 山頂醫院 | 澳門醫務界聯合總會綜合診所（南岸花園） ↺ 山頂醫院 | 澳門醫務界聯合總會綜合診所（南岸花園） ↺ 山頂醫院 |
| 序號 | 循環線                                            | 循環線                                            | 循環線                                            |
| 序號 | 站號                                              | 站名                                              | 社區門診／社區治療中心                            |
| 1    | L901                                              | 澳門醫務界聯合總會綜合診所 （南岸花園）           | 澳門醫務界聯合綜合診所 （南岸花園）社區門診       |
| 2    | L912                                              | 山頂醫院急診大樓                                  |                                                   |
| 3    | L913                                              | 高園街 （旅遊巴上落客區）                         |                                                   |
| 4    | L901                                              | 澳門醫務界聯合總會綜合診所 （南岸花園）           | 澳門醫務界聯合綜合診所 （南岸花園）社區門診       |

## 外部連結
- 澳門公共汽車股份有限公司（官方網站） （页面存档备份，存于）